# Pungtodityrann
Pungtodityrann (Hemitriccus nidipendulus) är en fågel i familjen tyranner inom ordningen tättingar.

## Utseende och läte
Pungtodityrannen är en mycket liten tvåtonad gulgrön flugsnapparliknande fågel. Noterbart är ljust öga, enfärgat olivgrön rygg och avsaknad av vingband. Undersidan är vitaktig med något streckad strupe. Sången består av en serie ljusa "prre-prrew-prrew".

## Utbredning och systematik
Pungtodityrannen är endemisk för östra Brasilien. Den delas in i två underarter med följande utbredning:
- Hemitriccus nidipendulus nidipendulus – förekommer i öst-centrala Brasilien (Bahia)
- Hemitriccus nidipendulus paulistus – förekommer i  sydöstra Brasilien (Espírito Santo och Minas Gerais till São Paulo)

### Familjetillhörighet
Arten placeras traditionellt i familjen tyranner. DNA-studier visar dock att Tyrannidae består av fem klader som skildes åt redan under oligocen, pekar på att de skildes åt redan under oligocen, varför vissa auktoriteter behandlar dem som egna familjer. Pungtodityrann med släktingar placeras då i Pipromorphidae.

## Levnadssätt
Pungtodityrannen hittas i täta skogslandskap, skogsbryn och kustnära skogar. Namnet kommer av att arten bygger utdragna pungformade bon, vilket dock även flera av dess närmaste släktingar också gör.

## Status och hot
Arten har ett stort utbredningsområde, men tros minska i antal, dock inte tillräckligt kraftigt för att den ska betraktas som hotad. Internationella naturvårdsunionen IUCN listar arten som livskraftig (LC).